# Carlo Conti (animateur de télévision)
Carlo Conti, né le 13 mars 1961 à Florence, est un animateur de radio et de télévision italien.

## Biographie
Carlo Conti a notamment évolué au sein de la RAI, en animant diverses émissions de radio avant d'animer aussi des émissions télévisées, dont les éditions 2015, 2016, 2017 et 2025 du Festival de Sanremo.
Carlo Conti est connu pour être très discret sur sa vie privée. Entre 2009 et 2011, il a eu une relation avec la showgirl Roberta Morise, découverte grâce au jeu télévisé L'eredità, qu'il a présenté de 2006 à 2015. Le 16 juin 2012, il s'est marié avec la costumière Francesca Vaccaro. Leur premier enfant Matteo est né le 8 février 2014 à Florence.
Il est réputé pour son bronzage et a confirmé dans une interview recourir à des lampes bronzantes. Il est également supporter du club de football de l'AC Fiorentina.
Il fait don de son cachet de 100 000 euros de présentateur du Festival de Sanremo 2017 aux sinistrés du tremblement de terre de 2016 en Italie centrale.

## Filmographie partielle

### Au cinéma
- 1998 : Paparazzi de Neri Parenti